# افسانه‌های هافمن
افسانه‌های هافمن (به فرانسوی: Les contes d'Hoffmann) نمایش اپرایی است ساخته آهنگ‌ساز فرانسوی ژاک آفن باخ که برای نخستین بار در ۱۰ فوریه ۱۸۸۱ در پاریس اجرا گردید. ژول باربیر، شاعر و نویسنده فرانسوی، داستان این نمایش را بر اساس سه داستان کوتاه نویسنده آلمانی ارنست هوفمان نوشت. هافمن که خود در اغلب داستان‌هایش به عنوان یکی از شخصیت‌های داستان حضور دارد، در این نمایش نیز شخصیت اصلی داستان است. ژاک آفن باخ چند ماه پیش از اولین اجرا درگذشت و نمایش را نیمه‌تمام گذاشت، آهنگسازان متعددی اقدام به تکمیل نمایش کرده و به همین دلیل روایت‌های متعددی از این اپرا وجود دارد.

## محتوای اپرا

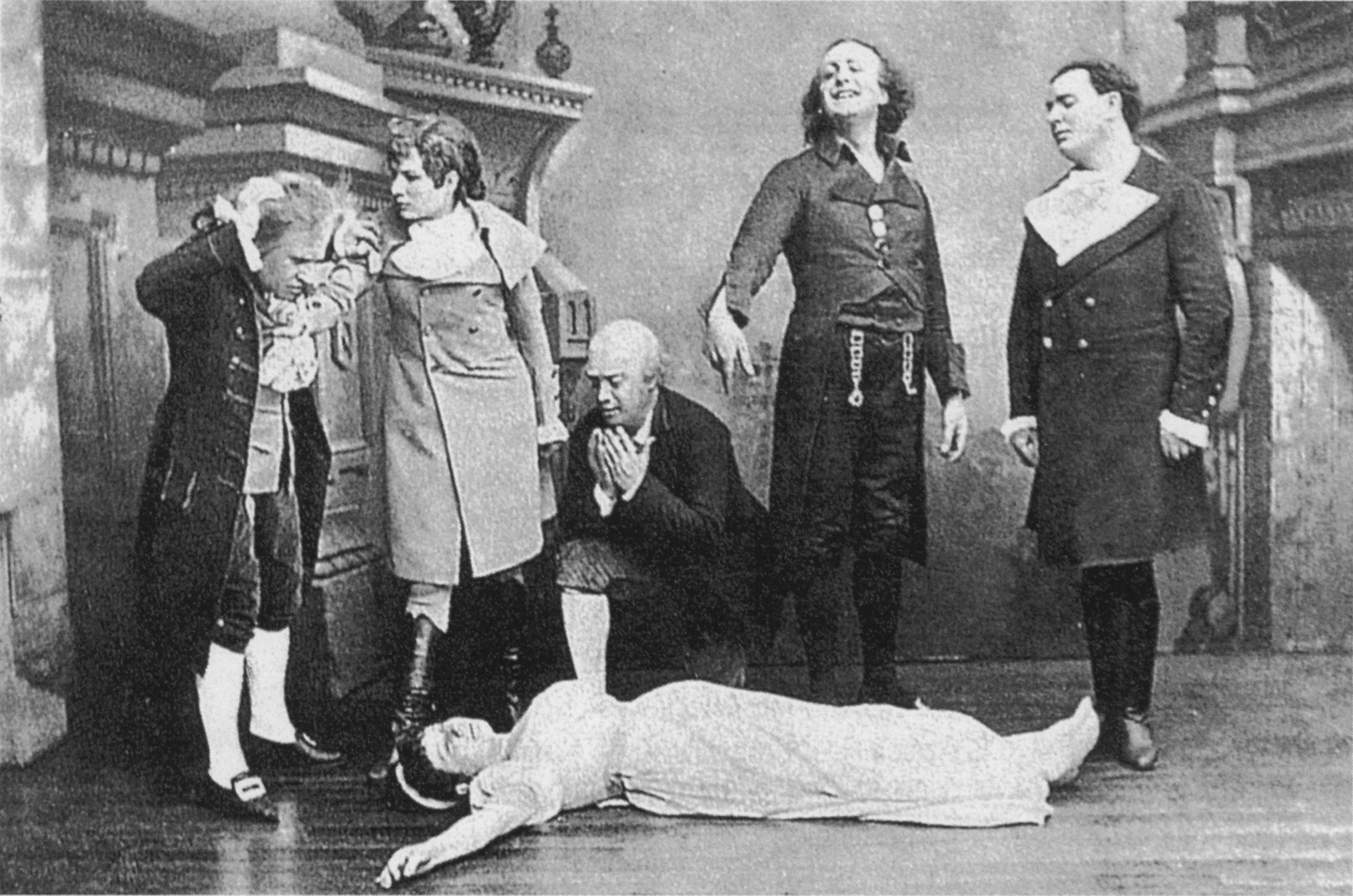
صحنه مرگ آنوتونیا در اجرای اصلی

اپرا بیشتر به مسائل عاشقانه‌ی هافن میپردازد. بخش نخست اپرا در خواب است. اپرا شامل سه بخش ۱-المپیا ۲-آنتونیا و ۳-گیولتا و همچنین مقدمه و موخره است. قطعه ی معروف بارکاروله در بخش سوم این اپرا اجرا میشود که در اصل مربوط به اثر دیگری از آفن باخ است که حدود ۲۰ سال پیشتر نوشته است و ارنست گویراد در ابتدای بخش سوم گذارده شده است.
متن فرانسوی بارکاروله
Belle nuit, ô nuit d'amour,
Souris à nos ivresses,
Nuit plus douce que le jour,
Ô belle nuit d'amour!
Le temps fuit et sans retour
Emporte nos tendresses,
Loin de cet heureux séjour
Le temps fuit sans retour.
Zéphyrs embrasés,
Versez-nous vos caresses,
Zéphyrs embrasés,
Donnez-nous vos baisers!
vos baisers! vos baisers! Ah!
Belle nuit, ô nuit d'amour,
Souris à nos ivresses,
Nuit plus douce que le jour,
Ô belle nuit d'amour!
Ah! Souris à nos ivresses!
Nuit d'amour, ô nuit d'amour!
Ah! ah! ah! ah! ah! ah! ah! ah! ah! ah!
ترجمه انگلیسی
Time flies by, and carries away
our tender caresses for ever!
Time flies far from this happy oasis
and does not return.
Burning zephyrs,
embrace us with your caresses!
Burning zephyrs,
give us your kisses!
Your kisses! Your kisses! Ah!
Lovely night, oh night of love,
smile upon our joys!
Night much sweeter than the day,
oh beautiful night of love!
Ah! Smile upon our joys!
Night of love, oh night of love!